# Sean McClory
Sean McClory, né le 8 mars 1924 à Dublin (Irlande), mort le 10 décembre 2003 à Los Angeles — Hollywood Hills (Californie), est un acteur irlandais.

## Biographie
Après des débuts au théâtre dans son pays natal, en particulier à l'Abbey Theatre de Dublin, Sean McClory s'installe définitivement aux États-Unis en 1947, à la faveur d'un contrat avec la RKO Pictures. Il apparaît au cinéma dans quarante-quatre films, majoritairement américains (dont des westerns), à partir de cette même année 1947.
Il contribue notamment à quatre films de John Ford, dont L'Homme tranquille (1952, avec John Wayne et Maureen O'Hara) et Les Cheyennes (1964, avec Richard Widmark et Carroll Baker). Parmi ses autres films notables, mentionnons Des monstres attaquent la ville de Gordon Douglas (1954, avec James Whitmore et Edmund Gwenn), Les Contrebandiers de Moonfleet de Fritz Lang (1955, avec Stewart Granger et George Sanders), ou encore Bandolero ! d'Andrew V. McLaglen (1968, avec James Stewart, Dean Martin et Raquel Welch). Son dernier film (irlando-britannique) est Gens de Dublin, ultime réalisation de John Huston (1987, avec Anjelica Huston et Dan O'Herlihy).
À la télévision, Sean McClory participe à quatre-vingt neuf séries (y compris dans le domaine du western), entre 1952 et 1986, dont Perry Mason (première série, trois épisodes, 1961-1964), Les Incorruptibles (première série, deux épisodes, 1962), Le Virginien (trois épisodes, 1965-1971) et Gunsmoke (deux épisodes, 1970-1974). Il collabore aussi au feuilleton La Conquête de l'Ouest (1978) et à deux téléfilms, diffusés respectivement en 1976 et 1993 (le second est Petits cauchemars avant la nuit, où il se produit pour la dernière fois à l'écran).
Par ailleurs, il joue une fois au théâtre à Broadway (New York), dans la pièce The King of Friday's Men de son compatriote M. J. Molloy (en), représentée en 1951. 
Notons ici qu'il n'a aucun lien de parenté avec le scénariste, producteur et réalisateur Kevin McClory (1926-2006), autre compatriote.
De 1983 jusqu'à sa mort en 2003, il est marié à l'actrice américaine Peggy Webber (née en 1925).

## Filmographie partielle

### Au cinéma

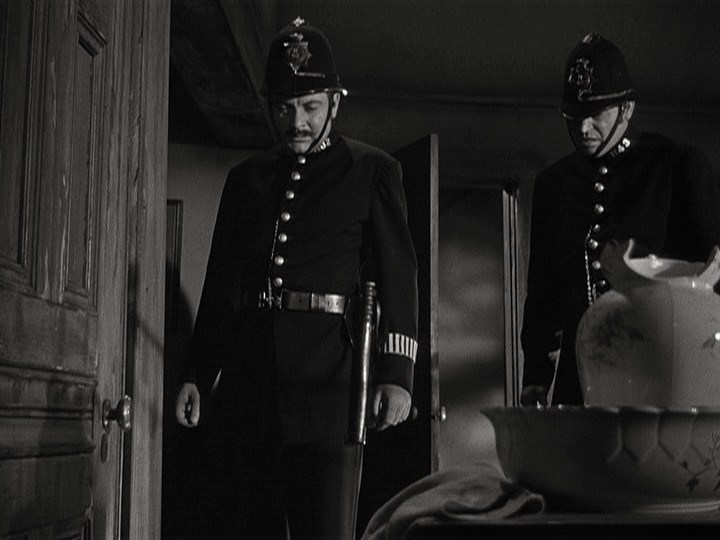
Sean McClory (à gauche) et Leslie Bradley, dans L'Étrange Mr. Slade (1953)

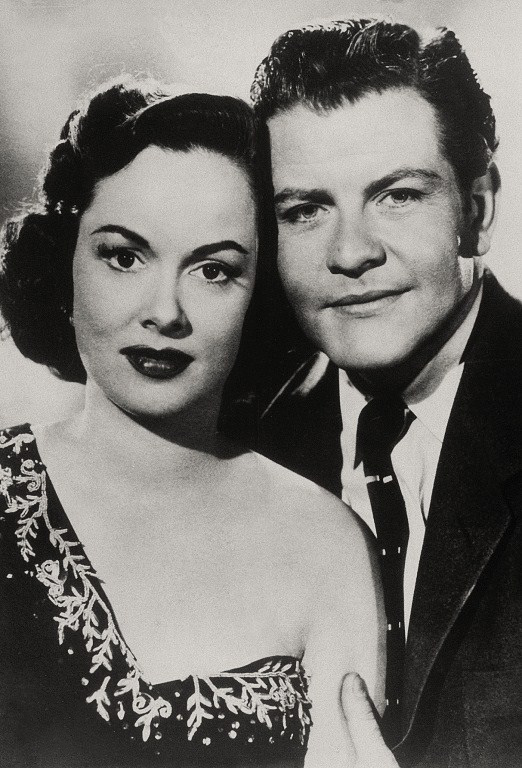
Avec Joanne Jordan, dans I cover the Underworld (1955)

- 1947 : Dick Tracy contre le gang (Dick Tracy Meets Gruesome) de John Rawlins
- 1948 : Retour sans espoir (Beyond Glory) de John Farrow
- 1949 : Roughshod de Mark Robson
- 1950 : La Ménagerie de verre (The Glass Menagerie) d'Irving Rapper
- 1950 : Les Filles à papa (The Daughter of Rosie O'Grady) de David Butler
- 1951 : Storm Warning de Stuart Heisler
- 1951 : David et Bethsabée (David and Bathsheba) d'Henry King
- 1951 : La Flibustière des Antilles (Anne of the Indies) de Jacques Tourneur
- 1951 : Les Maudits du château-fort (Lorna Doone) de Phil Karlson
- 1951 : Le Renard du désert (The Desert Fox : The Story of Rommel) d'Henry Hathaway
- 1952 : Deux Durs à cuire (What Price Glory) de John Ford
- 1952 : Les Misérables de Lewis Milestone
- 1952 : Face to Face de John Brahm et Bretaigne Windust
- 1952 : L'Homme tranquille (The Quiet Man) de John Ford
- 1953 : Les Pillards de Mexico (Plunders of the Sun) de John Farrow
- 1953 : Aventure dans le Grand Nord (Island in the Sky) de William A. Wellman
- 1953 : Niagara d'Henry Hathaway
- 1953 : Les Bagnards de Botany Bay (Botany Bay) de John Farrow
- 1953 : On se bat aux Indes (Rogue's March) d'Allan Davis (en)
- 1953 : L'Étrange Mr. Slade (Man in the Attic) d'Hugo Fregonese
- 1954 : Les Géants du cirque (Ring of Fear) de James Edward Grant et William A. Wellman
- 1954 : The Child de James Mason (court métrage)
- 1954 : Des monstres attaquent la ville (Them !) de Gordon Douglas
- 1955 : The King's Thief de Robert Z. Leonard
- 1955 : Les Contrebandiers de Moonfleet (Moonfleet) de Fritz Lang
- 1955 : Ce n'est qu'un au revoir (The Long Gray Line) de John Ford
- 1955 : I cover the Underworld de R. G. Springsteen
- 1956 : Diane de Poitiers (Diane) de David Miller
- 1957 : Le Fort de la dernière chance (The Guns of Fort Petticoat) de George Marshall
- 1961 : Valley of the Dragons d'Edward Bernds
- 1964 : Les Cheyennes (Cheyenne Autumn) de John Ford
- 1965 : Mara of the Wilderness de Frank McDonald
- 1967 : Demain des hommes (Follow Me, Boys !) de Norman Tokar
- 1967 : The King's Pirate de Don Weis
- 1967 : La Gnome-mobile (The Gnome-Mobile) de Robert Stevenson
- 1967 : Le Plus Heureux des milliardaires (The Happiest Millionaire) de Norman Tokar
- 1968 : Bandolero ! d'Andrew V. McLaglen
- 1979 : Les Challengers (Roller Boogie) de Mark L. Lester
- 1987 : Gens de Dublin (The Dead) de John Huston

### À la télévision
Séries, sauf mention contraire

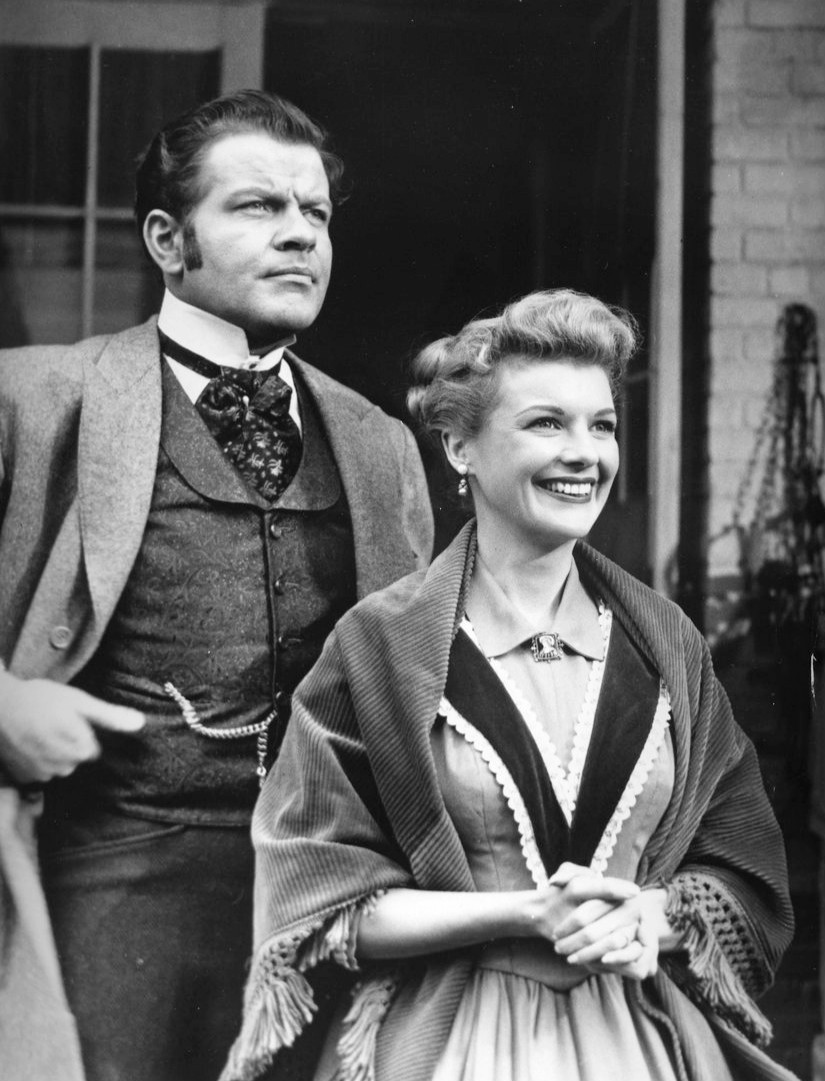
Avec Nan Leslie, dans la série The Californians (1957)

- 1956 : La Flèche brisée (Broken Arrow)
  - Saison 1, épisode 5 Passage deferred de John English
- 1956-1959 : Alfred Hitchcock présente (Alfred Hitchcok presents)
  - Saison 1, épisode 22 Place of Shadow (1956) de Robert Stevens
  - Saison 5, épisode 3 Appointment at Eleven (1959) de Robert Stevens
- 1957-1958 : The Californians
  - Saison unique, 36 épisodes : Jack McGivern
- 1960 : Au nom de la loi (Wanted : Dead or Alive)
  - Saison 2, épisode 21 Jason de George Blair
- 1960 : La Grande Caravane (Wagon Train)
  - Saison 3, épisode 35 The Charlene Brenton Story de Virgil W. Vogel
- 1960-1961 : Aventures dans les îles (Adventures in Paradise)
  - Saison 1, épisode 27 Les Coupeurs de tête (Heads, you lose, 1960)
  - Saison 3, épisode 1 Rendez-vous à Tara Bi (Appointment at Tara-Bi, 1961) de Felix E. Feist
- 1961-1962 : L'Homme à la carabine (The Rifleman)
  - Saison 4, épisode 7 Knight Errant (1961)
  - Saison 5, épisode 6 I take this Woman (1962) de Joseph H. Lewis
- 1961-1964 : Première série Perry Mason
  - Saison 5, épisode 4 The Case of the Malicious Mariner (1961) de Christian Nyby
  - Saison 6, épisode 7 The Case of the Unsuitable Uncle (1962) de Francis D. Lyon
  - Saison 8, épisode 3 The Case of the Scandalous Sculptor (1964) de Jack Arnold
- 1961-1965 : Le Monde merveilleux de Disney (The Wonderful World of Disney ou Disneyland)
  - Saison 7, épisode 11 The Swamp Fox : A Woman's Courage (1961) de Lewis R. Foster
  - Saison 11, épisodes 15, 16 et 17 The Adventures of Gallegher, Parts I-II-III
- 1962 : Échec et mat (Checkmate)
  - Saison 2, épisode 21 The Heart is a Handout de Tom Gries
- 1962 : Laramie
  - Saison 3, épisode 26 The Turn of the Wheel de Lesley Selander
- 1962 : Première série Les Incorruptibles (The Untouchables)
  - Saison 3, épisode 15 L'Histoire de Whitey Steele (The Whitey Steele Story) d'Abner Biberman
  - Saison 4, épisode 7 L'Histoire d'Eddie O'Gara (The Story of Eddie O'Gara) de Robert Butler
- 1962 : Lassie
  - Saison 9, épisode 12 Show Dog
- 1962-1963 : Bonanza
  - Saison 3, épisode 16 The Tall Stranger (1962) de Don McDougall
  - Saison 5, épisode 12 Hoss and the Leprechauns (1963) de John Florea
- 1964 : Rawhide
  - Saison 7, épisodes 7 et 8 Damon's Road, Parts I & II, de Michael O'Herlihy
- 1964 : Première série Au-delà du réel (The Outer Limits)
  - Saison 2, épisode 13 Le Double (The Duplicate Man) de Gerd Oswald
- 1965 : Mon martien favori (My Favorite Martian)
  - Saison 2, épisode 16 How are Things in Glocca, Martin ?
- 1965-1969 : Daniel Boone
  - Saison 1, épisode 21 The Devil's Four (1965) de David Butler
  - Saison 5, épisode 1 Be Thankful for the Fickleness of Women (1968) et épisode 17 Jonah (1969)
- 1965-1970 : Les Aventuriers du Far West (Death Valley Days)
  - Saison 13, épisode 19 Magic Locket (1965) de Tay Garnett
  - Saison 18, épisode 18 Talk to Me (1970) de Jack Hively
- 1965-1971 : Le Virginien (The Virginian)
  - Saison 4, épisode 2 Day of the Scorpion (1965) de Robert Butler
  - Saison 8, épisode 17 Holocaust (1970) de Jeannot Szwarc
  - Saison 9, épisode 22 The Town Killer (1971)
- 1966 : Daktari
  - Saison 1, épisode 4 Les Lionceaux (Adventure of the Lion Cubs)
- 1966 : Le Cheval de fer (Iron Horse)
  - Saison 1, épisode 4 Right of Way Through Paradise de Richard Benedict
- 1967 : Tarzan
  - Saison 1, épisode 21 The Golden Runaway de Lawrence Dobkin
- 1967 : Perdus dans l'espace (Lost in Space)
  - Saison 2, épisode 29 D'astres en astres (The Astral Traveller)
- 1967 : Mannix
  - Saison 1, épisode 14 Un verre de trop (Then the Drink takes the Man) de László Benedek
- 1969 : Les Bannis (The Outcasts)
  - Saison unique, épisode 12 Un jour, ils se lèveront (They shall rise up) de Marc Daniels
- 1969 : Le Grand Chaparral (Chaparral)
  - Saison 2, épisode 18 The Glory Soldiers
- 1970-1974 : Gunsmoke ou Police des plaines (Gunsmoke ou Marshal Dillon)
  - Saison 15, épisode 17 The Judas Gun (1970) de Vincent McEveety
  - Saison 19, épisode 17 The Town Tamers (1974)
- 1975 : Section 4 (S.W.A.T.)
  - Saison 2, épisode 4 Dealers in Death de George McCowan
- 1976 : Les Nouvelles Filles de Joshua Cabe (The New Daughters of Joshua Cabe), téléfilm de Bruce Bilson
- 1976 : La Petite Maison dans la prairie (Little House on the Prairie)
  - Saison 2, épisode 16 Le Wagon fou (The Runaway Caboose) de William F. Claxton
- 1978 : La Conquête de l'Ouest (How the West was won), feuilleton, épisodes non-spécifiés
- 1978 : Première série Columbo
  - Saison 7, épisode 5 Des sourires et des armes (The Conspirators) de Leo Penn
- 1978 : Galactica (Battlestar Galactica)
  - Saison unique, épisode 7 La Patrouille lointaine (The Long Patrol)
- 1982 : Frank, chasseur de fauves (Bring 'Em Back Alive)
  - Saison unique, épisode 8 Wilmer et le lion de Serengeti (Wilmer Bass and the Serengeti Kid) de Bruce Bilson et épisode 10 Le Meilleur des ennemis (The Best of Enemies)
- 1983 : L'Île fantastique (Fantasy Island)
  - Saison 6, épisode 14 Revenge of the Forgotten / Charo
- 1983 : Simon et Simon (Simon & Simon)
  - Saison 3, épisode 11 Bon Voyage, Alonso (titre original)
- 1986 : Arabesque (Murder, she wrote)
  - Saison 3, épisode 6 L'Or des morts (Dead Man's Gold)
- 1993 : Petits cauchemars avant la nuit (Body Bags), téléfilm à sketches, segment Œil pour œil (Eye) de Tobe Hooper

## Théâtre (sélection)
- 1951 : The King of Friday's Men de M. J. Molloy (à Broadway)